# (74059) 1998 KJ20
(74059) 1998 KJ20 – planetoida z pasa głównego asteroid okrążająca Słońce w ciągu 3,62 lat w średniej odległości 2,36 j.a. Odkryta 22 maja 1998 roku.